# Nevetlenfalău, Vînohradiv
Nevetlenfalău (în ucraineană Неветленфолу, transliterat: Nevetlenfolu, în maghiară Nevetlenfalu) este localitatea de reședință a comunei Nevetlenfalău din raionul Vînohradiv, regiunea Transcarpatia, Ucraina. Până în anul 2000 s-a numit Diakove.
Numele acestui sat în limba maghiară înseamnă literalmente „sat fără nume”. Mai demult era cunoscut sub numele de Gyakfalva, dar acesta a fost schimbat în secolul al XVII-lea, deoarece prima parte a numelui, "gyak", însemna act sexual și prin urmare era considerată jignitoare. După 1619 este menționat ca Nevetlenfalu în registre.

## Demografie
Componența lingvistică a localității Nevetlenfalău
     Maghiară (86,83%)
     Ucraineană (11,76%)
     Rusă (1,1%)
     Alte limbi (0,18%)
Conform recensământului din 2001, majoritatea populației localității Nevetlenfalău era vorbitoare de maghiară (86,83%), existând în minoritate și vorbitori de ucraineană (11,76%) și rusă (1,1%).